# Klaus Hoffmeyer
Klaus Hoffmeyer, född 23 september 1938, död 6 mars 2019, var en dansk teater- och TV-regissör.

## Biografi
Klaus Hoffmeyer studerade teater vid Sorbonneuniversitetet i Paris under slutet av 1950-talet. 1964-1967 ledde han Studenterscenen i Köpenhamn där han gjorde flera uppsättningar av samtidsdramatik. 1966-1972 var han knuten som dramaturg till TV-teatern vid Danmarks Radio där han 1966 regisserade sin första produktion. 1970-1973 ingick han i ledningen för Jomfru Ane Teatret i Aalborg. 1976-1985 var han dramaturg och regissör vid Aarhus Teater och 1986-1993 vid Det Kongelige Teater där han var dramachef 1996-2004. 1967 översatte han den franske avantgardeteatermannen Antonin Artauds Le Théâtre et son double (Det dobbelte teater) till danska och Hoffmeyer har gärna rört sig i teaterns gränsland med uppsättningar som Rainer Werner Fassbinders Affaldet, byen og døden (Soporna, staden och döden / Der Müll, die Stadt und der Tod) på Mammutteatret i Köpenhamn 1987, Bernard-Marie Koltès' Roberto Zucco på Det Kongelige 1991 och Howard Barkers 12 møder med et vidunderbarn (12 Encounters with a Prodigy) på Odense Teater 2008. Genom en serie uppsättningar har han väckt liv i den danske romantikern Adam Oehlenschlägers sällan spelade dramatik. 1983-1987 samt 1996 satte han upp Richard Wagners operacykel Nibelungens ring på Den Jyske Opera i Aarhus. Klaus Hoffmeyer betraktas som en av de främsta danska teaterregissörerna i sin generation. Bland utmärkelser han tilldelats kan nämnas de danska teaterkritikernas pris Teaterpokalen 1988 och Årets Reumert 2013.

## Teater

### Regi (ej komplett)
| År   | Produktion                                       | Upphovsmän                                      | Teater                          |
| ---- | ------------------------------------------------ | ----------------------------------------------- | ------------------------------- |
| 1981 | Fra regnormenes liv Från regnormarnas liv        | Per Olov Enquist Översättning Frederik Dessau   | Det Kongelige Teater, Köpenhamn |
| 1995 | Förväxlingar                                     | William Shakespeare Översättning Bo G. Forsberg | Malmö stadsteater               |
| 2006 | Valerie Jean Solanas ska bli president i Amerika | Sara Stridsberg                                 | Dramaten                        |